# 翼柄烟草
翼柄烟草（學名：Nicotiana alata）为茄科烟草属下的一个种，原产巴西南部、阿根廷北部以及巴拉圭、乌拉圭。翼柄烟草有时也称作花烟草，但通常种植的花烟草（學名：Nicotiana ×sanderi）是翼柄烟草与红花烟草的杂交种。

## 扩展阅读
- 維基物種上的相關：翼柄烟草